# 中村芳子 (経済評論家)
中村 芳子（なかむら よしこ、1961年9月15日 - ）は、日本の経済評論家、ファイナンシャル・プランナー。
長崎市生まれ。早稲田大学商学部卒。大手電気メーカーに就職するが、翌年社員5人のFP会社に転職。1991年にアルファアンドアソシエイツを設立、代表。個人向けの家計相談、執筆、講演などを行う。

## 著書
- ワーキング・ウーマンの(得)Money book ベストセラーズ 1990.12 ワニの本
- 図解生命保険のカラクリがわかる本 自分でできる生命保険見直し術! 東洋経済新報社 1997.12
- 3日でわかる聖書 鹿嶋春平太監修 ダイヤモンド社, 2000.4
- 郵便貯金はやめなさい! 年代別・ライフスタイル別ベストのポートフォリオ ダイヤモンド社, 2000.6
- 結婚したら読む本 お金編 主婦の友社, 2003.5
- 20代のいま、やっておくべきお金のこと ダイヤモンド社, 2004.5
- ネコでもわかる外貨投資入門の入門 中経出版, 2005.7
- 50代のいま、やっておくべきお金のこと ダイヤモンド社, 2006.10
- 貯金ゼロからの夢をかなえる(得)マネー塾 三笠書房,　2007.4. 王様文庫
- お金を貯める100のコツ 「貯める力」をつければ一生お金に困らない! 人生を明るく変えるお金スピリッツがここにある! 主婦の友社, 2009.9
- 結婚したら、やっておくべきお金のこと ダイヤモンド社, 2009.5
- 女性が28歳までに知っておきたいお金の貯め方 三笠書房 2009.8 知的生きかた文庫
- 聖書88の言葉 生きる力を与えてくれる ダイヤモンド社, 2010.9
- 学校も会社も教えてくれないお金のこと 徳間書店, 2011.7.
- 女性が30代で必ずやっておくべきお金のこと PHP研究所, 2011.9
- 養子でわくわく家族 小学館101新書、2012

## 共著・監修
- 「ミニ株」ではじめる株入門 3万円からあなたも参加できる 八村晃代共著 日本実業出版社, 1995.12
- 年100万円得をする暮らしのやりくり術 監修 日本文芸社, 1997.12
- カタカナ生保・外資系損保の徹底活用術 同じ保障で保険料が驚くほど安くなる!　山田静江共著 すばる舎, 1998.9
- はじめての保険・年金 山田静江共著 日本経済新聞社 2000.9 日経文庫personal
- 主婦の友カンタンお金book 書き込み式だから、シンプルにわかる! 監修 主婦の友社, 2006.6
- 投資信託 知って得する数字のカラクリ 「ためる」資産づくりから「ふやす」資産づくり 馬養雅子共著 技術評論社,2006.1

## 翻訳
- 天と地を揺るがす祈り　ダッチ・シーツ　マルコーシュ・パブリケーション, 2001.8
- 英語の話せる子の育て方　ジェフ・ディーン 中経出版, 2010.11

## 参考
- http://bookweb.kinokuniya.co.jp/htm/4072678260.html